# Karl Proisl
Karl Proisl (9 de julio de 1911-2 de diciembre de 1949) fue un deportista austríaco que compitió en piragüismo en la modalidad de aguas tranquilas.
Representó a Austria en los Juegos Olímpicos de Berlín 1936, obteniendo dos medallas: plata en la prueba de C2 1000 m y bronce en la prueba de C2 10 000 m. Tras la anexión de Austria por Alemania en 1938, Karl compitió bajo la bandera de Alemania en el Campeonato Mundial de Piragüismo de 1938, consiguiendo dos medallas.

## Palmarés internacional
| Representando a Austria  |                    |                   |          |
| Juegos Olímpicos         |                    |                   |          |
| Año                      | Lugar              | Medalla           | Evento   |
| 1936                     | Berlín ( Alemania) | Medalla de plata  | C2 1000  |
| 1936                     | Berlín ( Alemania) | Medalla de bronce | C2 10000 |
| Representando a Alemania |                    |                   |          |
| Campeonato Mundial       |                    |                   |          |
| Año                      | Lugar              | Medalla           | Evento   |
| 1938                     | Vaxholm (Suecia)   | Medalla de oro    | C2 1000  |
| 1938                     | Vaxholm (Suecia)   | Medalla de plata  | C2 10000 |